# فلاديمير بوبوف (عالم)
فلاديمير بوبوف (بالروسية: Попов, Владимир Леонидович)‏ هو رياضياتي وعالم روسي، ولد في 3 سبتمبر 1946 في موسكو في روسيا.